# White Waltham
White Waltham är en ort och civil parish i Storbritannien.   Den ligger i kommunen Windsor and Maidenhead i riksdelen England, i den södra delen av landet, 50 km väster om huvudstaden London. White Waltham ligger 38 meter över havet och antalet invånare är 2 850.
Terrängen runt White Waltham är platt. Runt White Waltham är det mycket tätbefolkat, med 1 056 invånare per kvadratkilometer. Närmaste större samhälle är Reading, 13,8 km väster om White Waltham. Trakten runt White Waltham består till största delen av jordbruksmark.